# 池周娟
池周娟（： Ji Joo-Yeon，1983年2月8日—），韓國女演員。畢業於首爾大學社會學院，為門薩國際會員。

## 演出作品

### 電視劇
- 2009年：KBS《夥伴們》
- 2009年：KBS《媳婦的人生》飾演 鄭善晶
- 2009年：KBS《傳說的故鄉》飾演 佳燮
- 2014年：SBS《無盡的愛》飾演 美淑
- 2014年：KBS《我的愛屬於你》飾演 南慧莉
- 2016年：MBC《吹吧，微風啊》飾演 尹賢珠
- 2022年：SBS《為何是吳秀才》飾演 鄭喜英

### 電影
- 2012年：《心情》
- 2013年：《觀相》飾演 妓生

### 舞台劇
- 2016年：《依法進行》飾演 盧司彬
- 2018年：《合作者們》飾演 艾蓮娜
- 2019年：《巴尼亞叔叔》飾演 艾蓮娜
- 2019年：《奇怪的情侶》飾演 弗羅倫斯
- 2019年：《殺死亡者》飾演 麗娜
- 2020年：《山洞家族》飾演 少女
- 2021年：《李爾王》飾演 高納裡爾

### 綜藝節目
- 2015年：MBC《My Little Television》
- 2015年：tvN《大腦性感的時代－問題的男人》
- 2016年：JTBC《CODE》

## 外部連結
- 個人部落格 （页面存档备份，存于）
- 池周娟的Instagram帳戶